# تقي الدين الحصني
الإمام تقيُّ الدين الحِصْني (ت 829 هـ) فقيه شافعي أشعري دمشقي.

## نسبه
هو أبو بكر بن محمد بن عبد المؤمن بن حريز بن معلَّى بن موسى بن حريز بن سعيد بن داود بن قاسم بن علي بن علوي بن ناشب بن جوهر بن علي بن أبي القاسم بن سالم بن عبد الله بن عمر بن موسى بن يحيى بن عيسى بن علي بن محمد بن علي المنتخب بن جعفر الزكي بن علي الهادي بن محمد الجواد بن علي الرضا بن موسى الكاظم بن جعفر الصادق بن محمد الباقر بن علي زين العابدين بن الحسين بن علي بن أبي طالب
التقي الحسيني الحصني ثم الدمشقي موطناً ووفاة الشافعي مذهباً، الأشعري عقيدة ويعرف بالتقي الحصني.[بحاجة لمصدر]

## حياته
ولد سنة اثنتين وخمسين وسبعمائة ببلدة الحصن ببلاد الشام ثم قدم دمشق ودرس علي أيدي شيوخها وتخرج بهم وسكن المدرسة البادرائية واشتغل بالتدريس وكان خفيف الروح منبسطا له نوادر ويخرج للتنزه ويحض تلاميذه على شيء من الانبساط واللعب.
وتزوج عدة نساء ثم انقطع وتقشف وانجمع، وكل ذلك قبيل القرن، وسكن الشيخ بحيّ الشاغور بدمشق عند مسجد (المزاز) عدة سنين بعد الفتنة- فتنة تيمور لنك- حتى وفاته،
وكان قد ازداد بعد الفتنة تقشفه وانجماعه وكثرت مع ذلك أتباعه حتى امتنع من مكالمة كثير من الناس وصار يطلق لسانه في القضاة وأصحاب الولايات. قال الغزي:
«وعمل في آخر عمره مواعيد بالجامع الأموي وهرع إليه الناس وكنت من جملة من سمعه، ويتكلم بكلام حسن مقبول منقول عن السلف الصالح» أهـ. من (بهجة الناظرين) له،
ويقول عنه في موضع آخر: «وكان – رحمه الله – عليه من المهابة والأنس الكثير« ويقول ابن قاضي شهبة في (طبقات الشافعية) له 4/98: »
وله في الزهد والتقلل من الدنيا حكايات لعل أنه لا يوجد في تراجم كبار الأولياء أكثر منها، ولم يتقدموه إلا بالسبق في الزمان»أهـ.
ويصف الإمام السخاوي حياته في (الضوء اللامع ) فيقول:
«وتزوج عدة ثم انحرف قبل الفتنة عن طريقته وأقبل على ما خلق له وتخلى عن النساء وانجمع عن الناس مع المواظبة على الاشتغال بالعلم والتصنيف،
ثم بعد الفتنة زاد تقشفه وزهده وإقباله على الله تعالى وانجماعه وصار له أتباع واشتهر اسمه وامتنع من مكالمة كثيرين لا سيما من يتخيل فيه شيئاً وصار قدوة العصر في ذلك
وتزايد اعتقاد الناس فيه وألقيت محبته في القلوب وأطلق لسانه في القضاة، وحط على التقي بن تيمية فبالغ وتلقى ذلك عنه طلبة دمشق وثارت بسببه فتن كثيرة،
وتصدى للأمر بالمعروف والنهي عن المنكر مع مزيد احتقاره لبني الدنيا وكثرة سبهم حتى هابه الأكابر، وانقطع في آخر وقته في زاوية بالشاغور وكتب بخطه الكثير قبل الفتنة،
وجمع التصانيف المفيدة في الفقه والتصوف والزهد وغيرها» أهـ.
وقال في موضع آخر: «وكان يتعصب للأشاعرة وأصيب سمعه وبصره فضعف وشرع في عمارة رباط داخل (باب الصغير) فساعده الناس بأموالهم وأنفسهم
ثم شرع في عمارة خان السبيل ففرغ في مدة قريبة، زاد غيره أنه لما بناه باشر العمل فيه الفقهاء فمن سواهم حتى كان الحافظ ابن ناصر الدين كثير العمل فيه مع أنه
ممن كان يضع من مقداره لرميه إياه باعتقاد مسائل ابن تيمية، وكراماته كثيرة وأحواله شهيرة،
ترجمه بعضهم بالإمام العلامة الصوفي العارف بالله تعالى المنقطع إليه زاهد دمشق في زمانه الأمّار بالمعروف النهّاء عن المنكر الشديد الغيرة لله والقيام فيه الذي
لا تأخذه في الحق لومة لائم وأنه المشار إليه هناك بالولاية والمعرفة بالله» أهـ (الضوء اللامع) 11/81 فما بعدها.

وذكر ابن خطيب الناصرية في (الدر المنتخب) عنه أنه كان آمراً بالمعروف، ناهياً عن المنكر، شديد الغيرة لله، لا تأخذه في الحق لومة لائم؛
حتى كانت المراسيم الشريفة ترد عليه من السلطان: بأن لا يعترض عليه، ولا يخالفه في أمر بمعروف، ولا نهي عن منكر.
وهاك طرفا من النماذج الناطقة بإنكاره على المنكر وأصحابه:

أ- يقول في كتابه (قمع النفوس): «وقد آن لنا أن نذكر صفات أمرائنا وما هم عليه من الأمور المظلمة والأفعال الخبيثة» مخطوط ص 106.

ب- ويقول في كتابه (كفاية الأخيار) في باب الصوم:

«ومن المصائب العظيمة ما يصنعه الظلمة من تقليد الظالم وأخذ الأموال بالباطل ثم يصنعون بذلك شيئاً من الأطعمة يتصدقون به فيتعدى شؤمهم إلى الفقراء.
وأعظم من ذلك مصيبة تردد فقهاء السوء وصوفية الرجس إلى أسمطة هؤلاء الظلمة ثم يقولون هو يشتري في الذمة؟ وأيضاً تكره معاملة من أكثر ماله حرام،
والذي في شرح مسلم أنه حرام.
وفرض المسألة في جائزة الأمراء ولا فرق في المعنى فأعرفه، ولا يعلم هؤلاء الحمقى أن في ذلك إغراء على تعاطي المحرمات، ويتضمن مجالسة الفسقة:
وهي حرام على وجه المؤانسة بلا خلاف، وقد عدّها جمع من العلماء من الكبائر، ونسبه القاضي عياض إلى المحققين وهم على ارتكاب ذلك لا ينهونهم
عن منكر وذلك سبب إرسال المصائب على الأمم بل سبب هلاكهم ولعنهم على لسان الأنبياء وقد نص على ذلك القرآن العظيم ولهذا تتمة مهمة في كتابنا (قمع النفوس) والله أعلم».

## خطه
من كتبه التي بقيت إلى عصرنا بخطه نسخة من كتابه كفاية الأخيار اعتمدت في طبعة دار المنهاج بجدة فرغ من كتابتها سنة 808 هـ.

## حياة المؤلف العلمية (طلبه العلم)
تفقه على عدد من المشايخ الموجودين بدمشق، وتشارك هو والعز عبد السلام القدسي في الطلب وقتاً، وكان مواظباً على الاشتغال بالعلم حتى مع خلوته،
وكان قد كتب بخطه كثيراً قبل الفتنة وبعدها، في الفقه، وفي التصوف والزهد والرقائق وفي الحديث، وفي العقيدة، وفي التفسير.
وكان بروزه في المجالين الأولين، يليهما الحديث، وبعده العقيدة، ثم التفسير.

### شيوخه
تفقه الشيخ تقي الدين الحصني على:
1. الشيخ نجم الدين ابن الجابي.
2. الشيخ شمس الدين الصرخدي.
3. الشيخ شرف الدين بن الشريشي.
4. الشيخ شهاب الدين الزهري.
5. الشيخ بدر الدين بن مكتوم.
6. الشيخ شرف الدين الغزي.
7. الصدر الياسوفي.

وغير هؤلاء.

## آثاره
ذُكِرَ للشيخ تقي الدين الحصني عدةُ مؤلفات في عدة فنون، ذكرت مؤلفات الإمام الحصني في كتب التراجم المشار إليها بعد،
وقد وجدنا أن فضيلة الدكتور عبد الرحمن الشعلان قد أحسن ترتيبها وعرضها بما لا مزيد عليه فنقلنا نص كلامه مع تصرف قليل، منها:

### مؤلفاته في العقيدة
1- شرح أسماء الله الحسنى. وقد ذكر بعضهم: أنه مجلد، ويظهر من اسمه أنه شرح لأسماء الله تعالى، وقد ألف في هذا الموضوع جماعة من العلماء.
2- دفع شبه من شبه وتمرد ونسب ذلك إلى السيد الجليل الإمام أحمد.

### مؤلفاته في التفسير
3- التفسير. ويقع في مجلد، وهو تفسير آيات متفرقة، وقد ذكر بعضهم أنها إلى الأنعام.

### مؤلفاته في الحديث
4- شرح صحيح مسلم. ويقع في ثلاثة مجلدات.

5- شرح الأربعين النووية. ويقع في مجلد.

6- تأليف يتعلق بأحاديث الإحياء.
وقد اختلف المترجمون في ذكره؛ فقال ابن العماد نقلاً عن السخاوي: وخرّج أحاديث الإحياء في مجلد. وقال الغزي:لخص أحاديث الإحياء.
وقال ابن قاضي شهبة: ولخص تخريج أحاديث الإحياء في مجلد.

### مؤلفاته في الفقه وقواعده
7- شرح التنبيه. يقع في خمسة مجلدات، وقد شرح به كتاب التنبيه للشيخ أبي إسحاق الشيرازي.
وطريقته في الكتاب: أن يذكر عبارة التنبيه، ثم يعقب عليها بالشرح. أو يقول: وقول الشيخ: كذا؛ ثم يعقّب عليه بما يريد.
والكتاب: شرح متوسط، وفيه عناية بالأحاديث من ناحية تصحيحها أو تضعيفها، ويكثر صاحبه من النقل عن العلماء المتقدمين، وخصوصاً الرافعي والنووي.
ويوجد للأجزاء الأول والثاني والرابع والخامس منه نسخ مخطوطة في مكتبة آيا صوفيا التابعة للمكتبة السليمانية، وأرقامها هي: (1210,1211، 1212، 1213).
ويوجد للجزء الرابع منه نسخة في مكتبة طلعت، التابعة لدار الكتب المصرية رقمها (225/فقه شافعي). وتقع هذه النسخة في (255) ورقة، ويبدأ هذا الجزء بأول كتاب النكاح، وينتهي بآخر الحضانة.
8- كفاية المحتاج في حل المنهاج. ويقع في خمسة مجلدات، وهو شرح لمنهاج الطالبين للنووي.
ويوجد للجزء الخامس منه نسخة في مكتبة تشستربتي بإيرلندا، ويوجد لهذه النسخة صورة على فيلم في قسم المخطوطات بجامعة الإمام، ورقمها (5366).
9- كفاية الأخيار في حل غاية الاختصار. وقد طبع هذا الكتاب أكثر من مرة.
وقد أثنى عليه السخاوي، فقال: «حسن إلى الغاية» . وقد اختصر هذا الكتاب أبو زرعة، في كتاب سماه: اقتباس الأنوار، وفرغ من تأليفه سنة 902هـ،
ويوجد لذلك المختصر نسخة في المكتبة الأزهرية رقمها (2571) جوهري 41881، وتقع تلك النسخة في (41) ورقة.
10- شرح النهاية.
وهو شرح لكتاب اسمه النهاية، ينسب للإمام النووي، وقد اختصره النووي من غاية الاختصار لأبي شجاع.

وطريقة المؤلف فيه: أن يورد جزءاً من النهاية، ثم يتبعه بالشرح، وهو شرح مختصر، وفيه عناية بالأدلة من الحديث، من ناحية النظر في صحتها أو ضعفها.
ويوجد لهذا الكتاب نسخة في المكتبة السليمانية، التابعة للمكتبة السليمانية الكبرى، رقمها (519).
وتقع النسخة في (250) ورقة في مجلد واحد، وخطها نسخ قديم واضح، وهي مقابلة ومصححة مرتين كما هو مكتوب بآخرها، وكان الفراغ من نسخها سنة (820) هـ.
11- تلخيص المهمات.
يقع في مجلدين، وهو تلخيص لكتاب (المهمات) لجمال الدين الأسنوي المتوفى سنة 772هــ.
وهو – أعني المهمات- كتاب عظيم ألفه الأسنوي للتنبيه على أنواع متعددة ومواضع كثيرة من شرح الرافعي لوجيز الغزالي، ومن روضة الطالبين للنووي.
12- شرح الهداية.

ويقع في مجلد، وهو شرح لكتاب اسمه: (الهداية إلى أوهام الكفاية) للأسنوي المتوفى سنة 772هـ، قصد فيه الأسنوي بيان بعض الأوهام الواقعة في كتاب كفاية التنبيه في شرح التنبيه لابن الرفعة المتوفى سنة 710هـ. وليس شرحاً لهداية الميرغيناني كما توهمه صاحب كشف الظنون وصاحب هداية العارفين.
13- آداب الأكل والشرب: وقد ذكر بروكلمان: أن له نسخة في مكتبة برلين رقمها (5468)، وقد رجعت إلى ذلك الرقم في فهرس المكتبة المذكورة، فوجدت فيه بعض الكتابات العربية، ومنها:

«هذه مسودة لشيخ الإسلام.. تقي الدين أبي بكر بن محمد الحصني الحسيني الشافعي (المشهور بأبي السباع) في آداب الأكل والشرب» . والنص المتقدم مكتوب على أول الكتاب.

14- جواب في الرد على ابن تيمية في مسألة شد الرحال للزيارة.
ويقع هذا الجواب ضمن مجموع، ويشغل من ورقة (11) إلى ورقة (17)، وهذا المجموع موجود في مكتبة حاجي بشير آغا، التابعة للمكتبة السليمانية، ورقمه (142).

15- كتاب القواعد: وهو في قواعد الفقه. وحققه د. عبد الرحمن الشعلان....

### مؤلفاته في التصوف والزهد والوعظ
16- تنبيه السالك على مظان المهالك. يقع في ستة مجلدات، وقد ذكر بروكلمان: أنه له نسخة في رامبور، أقول: وهي مكتبة في الهند. والظاهر أنه قد ألف هذا الكتاب قبل دفع الشبه؛
لأنه أحال في دفع الشبه على تنبيه السالك.
17- تأديب القوم. يقع في مجلد.
18- قمع النفوس ورقية المأيوس. يقع في مجلد، وقد اطّلع د. عبد الرحمن الشعلان على نسخة منه موجودة في الخزانة العامة بالرباط رقمها (1894/د)، وتقع في 132 صفحة.
وقد تحدث مؤلفه في أوله عن معجزات النبي صلى الله عليه وسلم، ثم تحدث عن طائفة من صفاته، ثم تحدث عن الحوض والدجال ونزول عيسى عليه السلام وفتنة القبر والبعث، ثم تحدث عن خلافة أبي بكر وذكر طائفة من مناقبة، ثم فعل مثل ذلك مع بقية الخلفاء الأربعة، ثم تحدث عمن بعدهم، وعقب على ذلك بالنصيحة لولاة الأمور.
وقد ذكر مؤلفه في آخره: أنه جمعه بالقدس، وأنه فرغ من تأليفه في يوم الخميس العشر الأخير من شوال سنة سبع وثمانمائة.
19- سير السالك في أسنى المسالك. يقول الشعلان: وقد اطلعت على نسخة منه موجودة في مكتبة قَرَاجَلَبِي زاده، التابعة للمكتبة السليمانية، ورقمها (269)، وتقع في (206) ورقات.
ومما قاله مؤلفه في أوله: «واعلم: وفقك الله أني لما رأيت لفظ السبيل موضوعاً بالاشتراك، ولم يتمسك بالسَّويِّ منه إلا ذاك وذاك، أجمعت أمري على الفرقان بين الحق والباطل، وتمييز الوافي من المماطل». ورقة (3/أ).
في التقليل من الدنيا، والإقبال على الله، وذلك بذكر الآيات والأحاديث الواردة في ذلك، وبذكر أحوال الصحابة والتابعين وما هم عليه من صلاح وبعد عن المعاصي؛ ثم عقب ذلك بالكلام عن قصص العبّاد والصالحين مبتدئاً بالخلفاء الأربعة، ثم ذكر طائفة من فضلاء التابعين من أهل المدينة، ثم ذكر طوائف من العباد من أهل مكة واليمن وبغداد وخراسان وغيرها، وذكر في هذا القسم عدداً كبيراً من الناس، وختم الكتاب بمسألة السماع، وهو يرى تحريمه.
20- النساء العابدات والأمور المفسدات: أو يسمى: سير الصالحات المؤمنات الخيرات، وهو في ذكر أحوال عدد من نساء السلف العابدات، وقد اطلع على هذا الكتاب محمود العدوي واستفاد منه في كتابه: (الزيارات).
21- الأسباب المهلكات والإشارات الواضحات في مناقب المؤمنين والمؤمنات وما لهم من الكرامات.
22- أهوال القبور. يقع في مجلد.
23- المولد: وهو في قصة المولد النبوي، ويوجد له نسخة مخطوطة في قسم المخطوطات بجامعة الإمام رقمها (2524)، وتقع في ثلاث ورقات من القطع الصغير.

## وفاته
توفى سنة 829هـ يقول الإمام السخاوي: مات بعد أن ثقل سمعه وضعف بصره في ليلة الأربعاء منتصف جمادى الثانية سنة تسع وعشرين بدمشق وحملت جنازته على أعناق الأكابر
وكان يوما عظيما ما تخلف عنه أحد من أهل دمشق حتى الحنابلة مع شدة قيامه عليهم والتشنيع على من يعتقد ما خالف فيه ابن تيمية الجمهور، هذا مع فوات الصلاة عليه لكثيرين
لكونه أوصى أن يخرج به بغلس ولكنهم ذهبوا إلى قبره وصلى عليه غير مرة وأول من صلى عليه بالمصلى ابن أخيه شمس الدين ثم ثانياً عند جامع كريم الدين ودفن هناك وختم على قبره ختمات كثيرة.